# Herbord Große-Endebrock
Herbord Große-Endebrock (* 26. Januar 1915 in Kalkriese, Kreis Bersenbrück; † 13. September 1977 in Bramsche) war ein deutscher Politiker (DP, NPD).

## Leben
Große-Endebrock legte die Reifeprüfung an der Michelsenschule in Hildesheim ab. Im Anschluss begann er eine landwirtschaftliche Lehre und leistete zwischen 1935 und 1938 seinen Arbeitsdienst- und die Wehrpflicht ab. Bereits im ersten Kriegsjahr des Zweiten Weltkrieges 1939 wurde er eingezogen und erhielt im Kriegsdienst hohe Auszeichnungen. Im Jahr 1944 geriet er im Rang eines Hauptmanns in sowjetische Gefangenschaft.
Als Spätheimkehrer wurde er erst im Oktober 1955 und zudem schwer kriegsbeschädigt aus der Gefangenschaft entlassen. Nach seiner Heimkehr legte er die Landwirtschaftsmeisterprüfung ab und begann eine Tätigkeit als Landwirt auf dem seit mehreren Jahrhunderten im Besitz seiner Familie befindlichen landwirtschaftlichen Betrieb.

## Partei und öffentliche Ämter
Nach seiner Entlassung aus der Kriegsgefangenschaft wurde Große-Endebrock Mitglied der Deutschen Partei im Jahr 1955. Hier wurde er zum Mitglied des Landesvorstandes gewählt. Durch die Fusion der DP mit dem GB/BHE wurde er Mitglied des Fusionsprodukts Gesamtdeutsche Partei, für die er bei der Bundestagswahl 1961 erfolglos im Bundestagswahlkreis Bersenbrück – Lingen kandidierte. Im Jahr 1965 wechselte er in die NPD über. Seit April 1967 war er gewählter NPD-Landesvorsitzender in Niedersachsen.
Große-Endebrock war Vorstandsmitglied der Osnabrücker Herdbuchgesellschaft sowie im Waldbauemverband für Weser-Ems. Er war für die NPD
Mitglied des Niedersächsischen Landtages während der sechsten Wahlperiode vom 6. Juni 1967 bis 20. Juni 1970. Er war stellvertretender Vorsitzender der NPD-Landtagsfraktion vom 6. Juni 1967 bis 20. Januar 1970.

## Quelle
- Barbara Simon: Abgeordnete in Niedersachsen 1946–1994. Biographisches Handbuch. Hrsg. vom Präsidenten des Niedersächsischen Landtages. Niedersächsischer Landtag, Hannover 1996, S. 131.

| Personendaten    | Personendaten                          |
| ---------------- | -------------------------------------- |
| NAME             | Große-Endebrock, Herbord               |
| KURZBESCHREIBUNG | deutscher Politiker der (DP, NPD), MdL |
| GEBURTSDATUM     | 26. Januar 1915                        |
| GEBURTSORT       | Kalkriese                              |
| STERBEDATUM      | 13. September 1977                     |
| STERBEORT        | Bramsche                               |